# Gasherbrum I
Gasherbrum I (também conhecido como pico Escondido ou K5) é a décima-primeira montanha mais alta do mundo. Gasherbrum I faz parte dos montes de Gasherbrum, situada na região de Caracórum, no Himalaia. Gasherbrum na língua local significa a parede brilhante. Tem proeminência topográfica de 2155 m e isolamento topográfico de 23,44 km.
Gasherbrum I foi designado K5 (que significa o pico do Karakoram) por T.G. Montgomery em 1856. Em 1892, William Martin Conway forneceu o nome alternativo, pico Escondido, em referência à sua localização extrema.

## Ascensões ao cume
O Gasherbrum I foi escalado primeiramente em 5 de julho de 1958 pelos estado-unidenses Peter Schoening e Andrew Kauffman.
O primeiro português a atingir o seu cume foi João Garcia, em 26 de julho de 2004, sem recurso a oxigénio artificial.